# 加瓦县

在賈坎德邦的位置

加瓦县（Garhwa district；印地语：गढवा जिला），印度贾坎德邦的一个县，属帕拉木专区。总面积4,044平方公里，2001年总人口1,034,151，2011年總人口1,322,387。行政中心位于加瓦镇。